# Уорик (Роуд Айланд)
Вижте пояснителната страница за други значения на Уорик.
Уорик (на английски: Warwick) е град в щата Род Айлънд, САЩ. Уорик е с население от 80 871 жители (по приблизителна оценка от 2017 г.), което го прави 2-ри по население в щата му. Площта му е 128,52 кв. км. Намира се в часова зона UTC-5. на 11 м н.в. Телефонният му код е 401. Получава статут на градче през 1642 г., а на град през 1931 г.